# Mediafranchise
Een mediafranchise is het geheel van intellectueel eigendom omtrent de personages, omgevingen en handelsmerken uit een origineel werk uit de media, zoals een film, een literair werk, een televisieserie of een computerspel. De term wordt in praktijk vooral gebruikt voor fictie, en slaat dan op een gehele serie van werken uit dezelfde of meerdere media, met in al deze werken dezelfde personages en omgevingen.

## Achtergrond
Mediafranchises ontstaan meestal wanneer een werk van een bepaald medium wordt overgezet naar andere media. Literaire werken worden bijvoorbeeld vaak verfilmd, zoals Sherlock Holmes, de Miss Marple-verhalen en andere populaire detectives. Televisieseries worden soms verwerkt tot speelfilms, of films krijgen een vervolg in de vorm van een televisieserie. Ook verschijnen er soms boeken gebaseerd op bekende films en tv-series, zoals Star Trek, Doctor Who en Star Wars.
Sommige mediafranchises ontstaan incidenteel, zoals de Ma and Pa Kettle-filmreeks. Vaak zijn producers aanvankelijk niet van plan om meerdere werken te maken, maar doen ze dit later toch wanneer het idee een succes blijkt. Andere mediafranchises zijn wel gepland, zoals Harry Potter, Star Wars, James Bond en Indiana Jones. Langlopende mediafranchises waren veelvoorkomend in het studiotijdperk, toen Hollywoodstudio's acteurs en regisseurs contracten lieten tekenen voor meerdere films.

## Non-fictie
Non-fictie-mediafranchises zijn bijvoorbeeld de naslagwerken Voor Dummies en The Complete Idiot's Guide to. Een langlopend voorbeeld van een non-fictie-mediafranchise is Playboy Enterprises, dat begon als een tijdschrift maar nu ook onder andere een modellenbureau, meerdere televisieseries en een tv-zender omvat.